# Écaquelon
Écaquelon település Franciaországban, Eure megyében. Lakosainak száma 608 fő (2022. január 1.). Écaquelon Bonneville-Aptot, Glos-sur-Risle, Illeville-sur-Montfort, Montfort-sur-Risle, Saint-Léger-du-Gennetey, Thierville és Thénouville községekkel határos.

## Népesség
A település népességének változása:
| Lakosok száma | 372  | 357  | 426  | 443  | 581  | 610  | 613  | 601  | 601  | 608  |
|               | 1968 | 1982 | 1990 | 2006 | 2013 | 2015 | 2017 | 2019 | 2020 | 2022 |